# Портрет Александра Фёдоровича Ланжерона
«Портрет Александра Фёдоровича Ланжерона» — картина Джорджа Доу и его мастерской, из Военной галереи Зимнего дворца.
Картина представляет собой погрудный портрет генерала от инфантерии графа Александра Фёдоровича Ланжерона из состава Военной галереи Зимнего дворца.
К началу Отечественной войны 1812 года генерал от инфантерии граф Ланжерон командовал корпусом в Дунайской армии и сражался на Березине. В Заграничных походах 1813 и 1814 годов отличился при взятии Торна, во время Битвы народов со своим корпусом первым ворвался в Лейпциг, в сражении под Фер-Шампенуазом командовал всей российской кавалерией, а за взятие Парижа был награждён орденом Св. Андрея Первозванного. Во время кампании Ста дней командовал 4-м и 6-м пехотными корпусами и вновь совершил поход во Францию, блокировал несколько крепостей.
Изображён в генеральском мундире, введённом для пехотных генералов 7 мая 1817 года, с чрезплечной Андреевской лентой и вензелями императора Александра I на эполетах. На шее кресты ордена Св. Александра Невского с алмазами, шведского Военного ордена Меча 1-й степени, прусского ордена Красного орла 1-й степени и ордена Св. Георгия 2-го класса; справа на груди серебряная медаль «В память Отечественной войны 1812 года» на Андреевской ленте, бронзовая дворянская медаль «В память Отечественной войны 1812 года» на Владимирской ленте, золотой крест «За взятие Измаила», кресты австрийского Военного ордена Марии Терезии 3-й степени, французского ордена Лилии (неофициальный вариант), австрийского ордена Леопольда 3-й степени, знак американского ордена Цинцинната, звёзды орденов Св. Андрея Первозванного и Св. Георгия 2-го класса, шитый крест ордена Св. Иоанна Иерусалимского и знак шведского Военного ордена Меча 1-й степени. Слева возле эполета подпись художника: Painted from nature by Geo Dawe RA pinxt . Подпись на раме: Графъ А. Ѳ. Ланжеронъ, Генералъ отъ Инфантерiи. Австрийского ордена Леопольда Ланжерон не имел, этот орден изображён ошибочно вместо французского ордена Св. Людовика.
Когда состоялось официальное повеление императора Александра I о написании портрета неизвестно, однако фактически оно было одним из первых. К началу 1820-х годов Ланжерон был Херсонским военным губернатором и управляющим гражданской частью в Херсонской, Екатеринославской и Таврической губерниях и соответственно постоянно находился в Новороссии. Известно, что в начале марта 1820 года он приезжал из Кременчуга в Санкт-Петербург, после чего состоялась его встреча с художником. 1 сентября уже готовый портрет Ланжерона, вместе с портретами И. О. Витта, Ф. В. Остен-Сакена и П. К. Сухтелена, был показан на выставке Императорской Академии художеств в Таврическом дворце. Готовый портрет поступил в Эрмитаж 7 сентября 1825 года.
В. К. Макаров назвал этот портрет одной из лучших работ Доу. С ним солидарен В. М. Глинка, который сверх того отмечает: «Написанный с натуры портрет А. Ф. Ланжерона прекрасно передаёт его типичную французскую наружность и щеголеватость придворного любезника, прославленного острослова светских салонов».
Хранитель британской живописи в Эрмитаже Е. П. Ренне высказала предположение, что Доу в работе мог использовать гравюру Ф. Вендрамини по рисунку П. де Росси, формально опубликованную в 1813 году (хотя на самой гравюре в разных отпечатках указаны даты «октябрь 1816 года» и «1814»), однако при визуальном сравнении работы Вендрамини и Доу обнаруживают мало общего: художники использовали разный ракурс, по-иному расположены ордена и сам их набор отличается, у Вендрамини портретируемый изображён в мундире старого образца с двумя рядами пуговиц.
В 1823 году Лондоне фирмой Messrs Colnaghi по заказу петербургского книготорговца С. Флорана с галерейного портрета была сделана датированная 1 мая гравюра Т. Райта. Отпечаток этой гравюры также имеется в собрании Эрмитажа (китайская бумага, гравюра пунктиром, 63 × 48,5 см, инвентарный № ЭРГ-442).
В 1840-е годы в мастерской И. П. Песоцкого с портрета была сделана литография, опубликованная в книге «Император Александр I и его сподвижники» и впоследствии неоднократно репродуцированная. В части тиража напечатана другая литография с этого портрета, отличающаяся мелкими деталями.

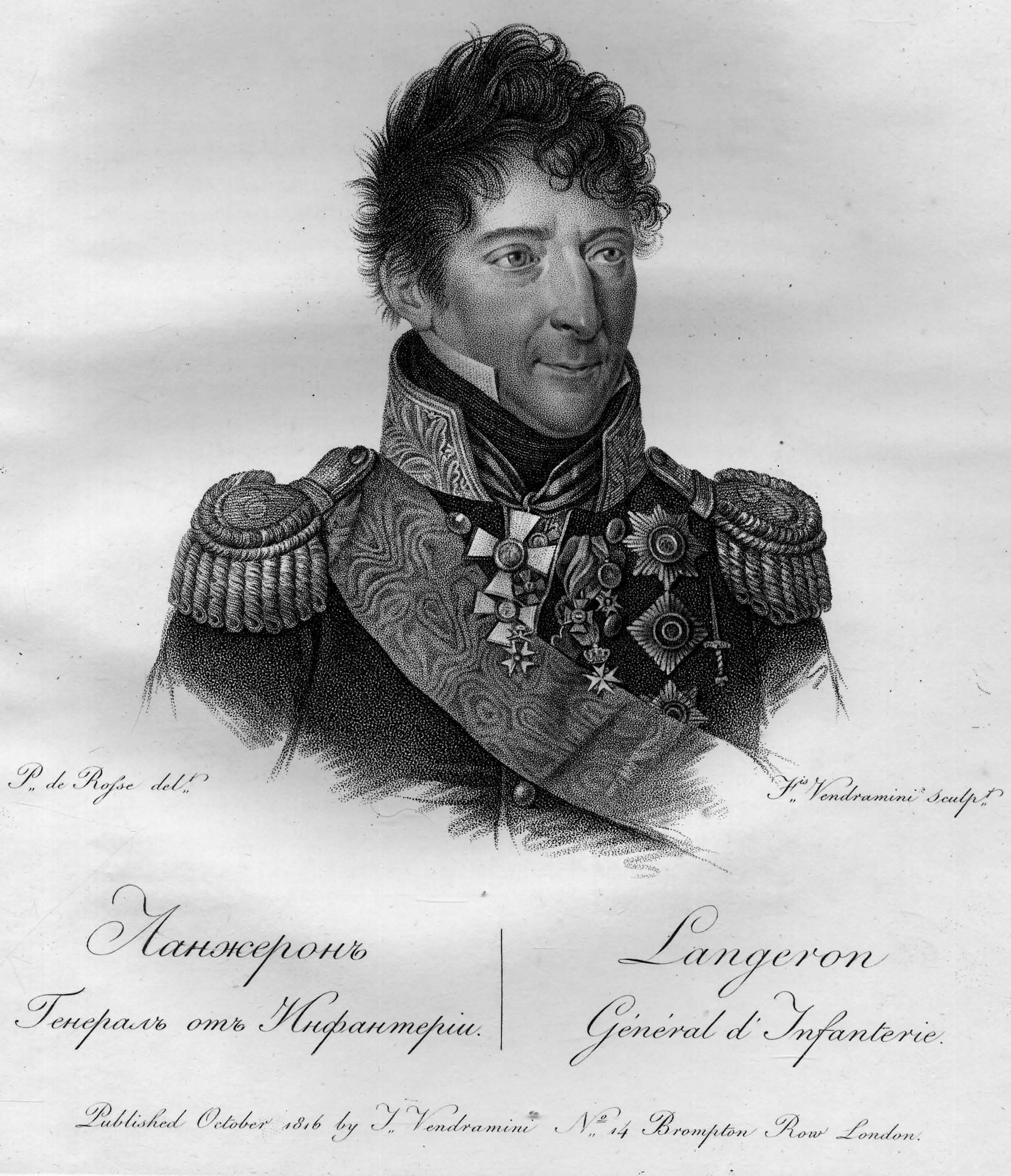
Гравюра Ф. Вендрамини (вариант 1816 года)
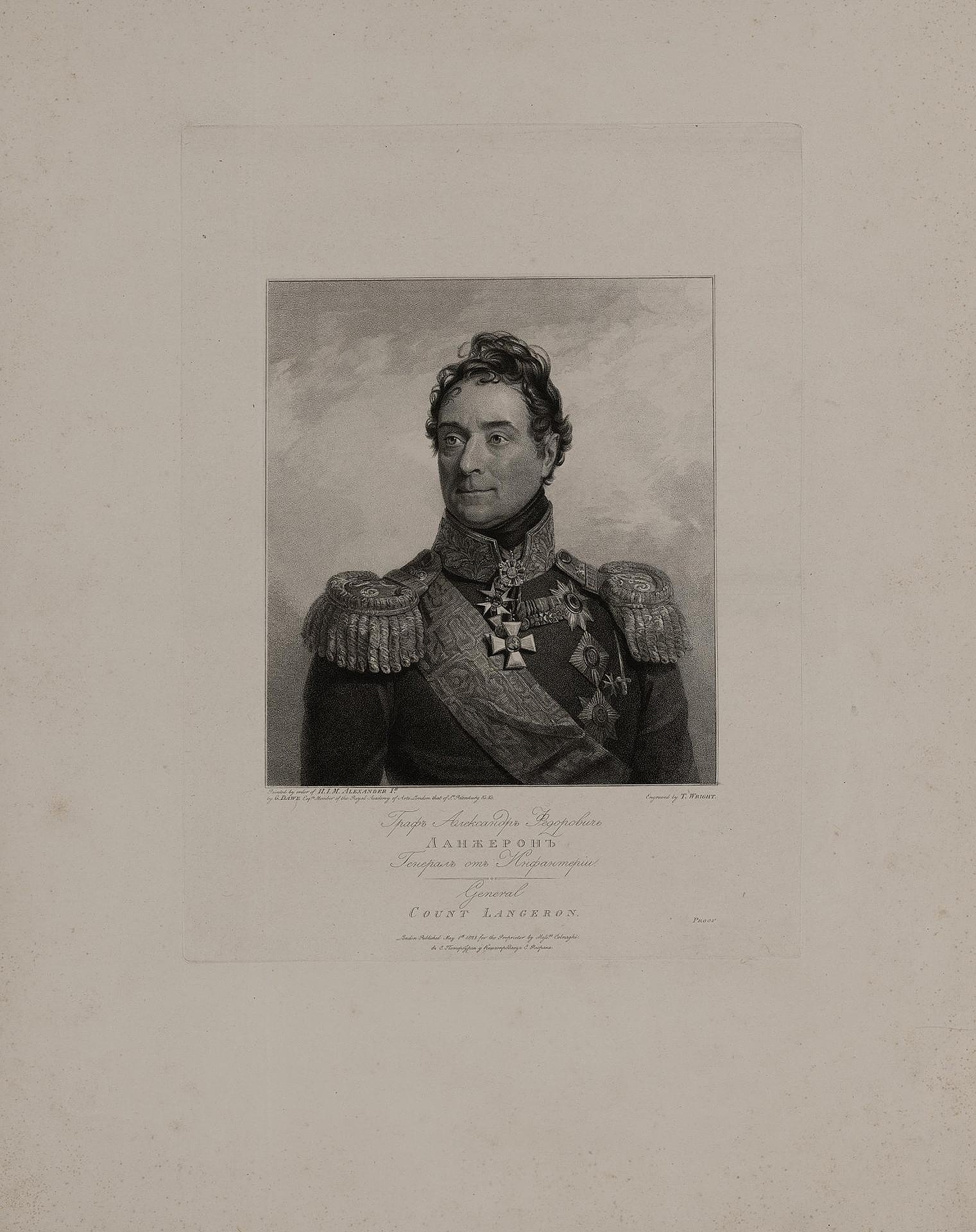
Гравюра Т. Райта